# Бирюки (Донецький район)
Бирюки́ — село Донецької міської громади Донецького району Донецької області, Україна. Населення становить 696 осіб. Відстань до Моспиного становить близько 3 км і проходить автошляхом місцевого значення.

## Населення
За даними перепису 2001 року населення села становило 696 осіб, із них 39,51% зазначили рідною мову українську, 57,76% — російську, 0,57% — білоруську та вірменську, 0,14% — німецьку мову.
| Рік                                                   | 1989        | 2001 |
| Населення, осіб                                       | 8031 (8052) | 696  |
| Примітки. 1. Постійне населення. 2. Наявне населення. |             |      |